# Crystal Skate of Romania de 2016
Crystal Skate of Romania de 2016 foi a décima sexta edição do Crystal Skate of Romania, um evento anual de patinação artística no gelo de níveis sênior, júnior e noviço, organizado pela Federação Romena de Patinação (em romeno:  Federatia Romana de Patinaj). A competição foi disputada entre os dias 3 de novembro e 6 de novembro, na cidade de Miercurea Ciuc, Romênia.

## Eventos
- Individual masculino
- Individual feminino

## Medalhistas
| Evento                        | Ouro                             | Prata                              | Bronze                           |
| Sênior                        |                                  |                                    |                                  |
| Individual masculino detalhes | Dorjan Kecskes · Romênia         | nenhum outro competidor            | nenhum outro competidor          |
| Individual feminino detalhes  | Julia Sauter · Romênia           | nenhuma outra competidora          | nenhuma outra competidora        |
| Júnior                        |                                  |                                    |                                  |
| Individual masculino detalhes | Ruaridh Fisher · Reino Unido     | nenhum outro competidor            | nenhum outro competidor          |
| Individual feminino detalhes  | Morgan Swales · Reino Unido      | Zselyke Kenez · Romênia            | Cristina Mihaela Silca · Romênia |
| Noviço avançado               |                                  |                                    |                                  |
| Individual feminino detalhes  | Andreea Voicu · Romênia          | Ana Sofia Beschea · Romênia        | Bristena Prodea · Romênia        |
| Noviço básico                 |                                  |                                    |                                  |
| Individual masculino A        | Mihai Prisacaru · Romênia        | Lehel Tulit · Romênia              | nenhum outro competidor          |
| Individual feminino A         | Luiza Ilie · Romênia             | Andreea Denisa Comanescu · Romênia | Maria Giurgiu · Romênia          |
| Individual masculino B        | Sebastian Radovan · Romênia      | nenhum outro competidor            | nenhum outro competidor          |
| Individual feminino B         | Karina Florica Negrea · Alemanha | Rebeca Sandulescu · Alemanha       | Krisztina Stoica · Romênia       |

## Resultados

### Sênior

#### Individual masculino
| Pos.            | Nome           | Nacionalidade | Pontos | PC        | PL        |
| --------------- | -------------- | ------------- | ------ | --------- | --------- |
| Medalha de ouro | Dorjan Kecskes | Romênia       | 68.30  | 21.52 (1) | 46.78 (1) |

#### Individual feminino
| Pos.            | Nome         | Nacionalidade | Pontos | PC        | PL        |
| --------------- | ------------ | ------------- | ------ | --------- | --------- |
| Medalha de ouro | Julia Sauter | Romênia       | 126.83 | 42.27 (1) | 84.56 (1) |

### Júnior

#### Individual masculino júnior
| Pos.            | Nome           | Nacionalidade | Pontos | PC        | PL        |
| --------------- | -------------- | ------------- | ------ | --------- | --------- |
| Medalha de ouro | Ruaridh Fisher | Reino Unido   | 138.74 | 43.86 (1) | 94.88 (1) |

#### Individual feminino júnior
| Pos.              | Nome                   | Nacionalidade | Pontos | PC        | PL        |
| ----------------- | ---------------------- | ------------- | ------ | --------- | --------- |
| Medalha de ouro   | Morgan Swales          | Reino Unido   | 108.81 | 36.66 (1) | 72.15 (1) |
| Medalha de prata  | Zselyke Kenez          | Romênia       | 90.79  | 29.24 (4) | 61.55 (2) |
| Medalha de bronze | Cristina Mihaela Silca | Romênia       | 88.89  | 31.58 (2) | 57.31 (3) |
| 4                 | Ana Maria Ion          | Romênia       | 82.20  | 30.29 (3) | 51.91 (4) |
| 5                 | Irina Preda            | Romênia       | 73.10  | 26.36 (5) | 46.74 (5) |

### Noviço avançado

#### Individual feminino noviço avançado
| Pos.              | Nome              | Nacionalidade | Pontos | PC        | PL        |
| ----------------- | ----------------- | ------------- | ------ | --------- | --------- |
| Medalha de ouro   | Andreea Voicu     | Romênia       | 93.75  | 34.67 (1) | 59.08 (1) |
| Medalha de prata  | Ana Sofia Beschea | Romênia       | 80.74  | 29.34 (2) | 51.40 (2) |
| Medalha de bronze | Bristena Prodea   | Romênia       | 76.17  | 26.77 (3) | 49.40 (3) |
| 4                 | Andreea Ureche    | Romênia       | 66.97  | 21.29 (4) | 45.68 (4) |
| 5                 | Sophie Bain       | Reino Unido   | 56.00  | 20.93 (5) | 35.07 (5) |

## Quadro de medalhas
Sênior
| Ordem | País    | Medalha de ouro | Medalha de prata | Medalha de bronze |   | Ordem por total |
| ----- | ------- | --------------- | ---------------- | ----------------- | - | --------------- |
| 1     | Romênia | 2               |                  |                   | 1 | 2               |
| TOTAL | TOTAL   | 2               | 0                | 0                 | 2 | —               |

Geral
| Ordem | País        | Medalha de ouro | Medalha de prata | Medalha de bronze |    | Ordem por total |
| ----- | ----------- | --------------- | ---------------- | ----------------- | -- | --------------- |
| 1     | Romênia     | 6               | 4                | 4                 | 14 | 1               |
| 2     | Reino Unido | 2               |                  |                   | 2  | 2               |
| 3     | Alemanha    | 1               | 1                |                   | 2  | 2               |
| TOTAL | TOTAL       | 9               | 5                | 4                 | 18 | —               |